# سمندرک خاوری
سمندرک خاوری (نام علمی: Notophthalmus viridescens) نام یک گونه از سرده سمندرک‌های آمریکای شمالی است.

## نگارخانه

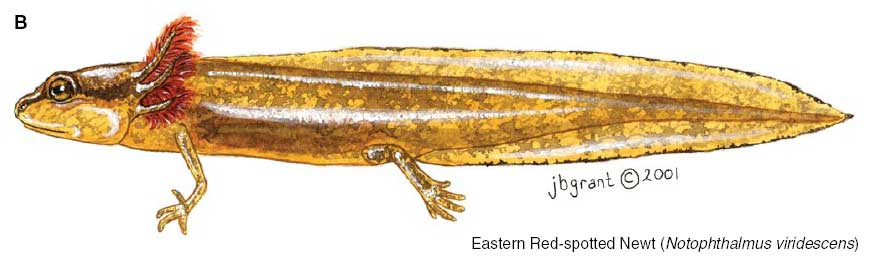
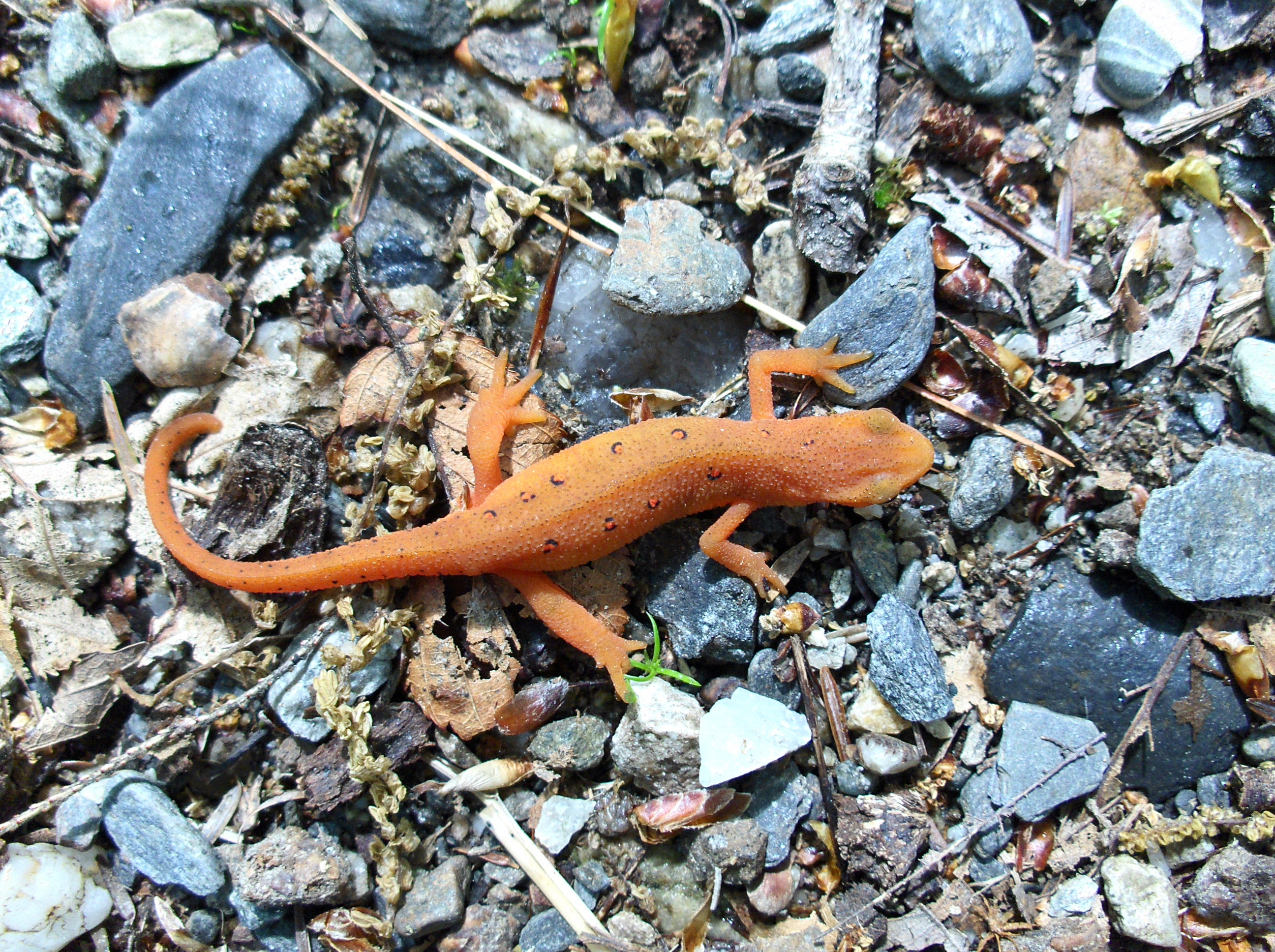
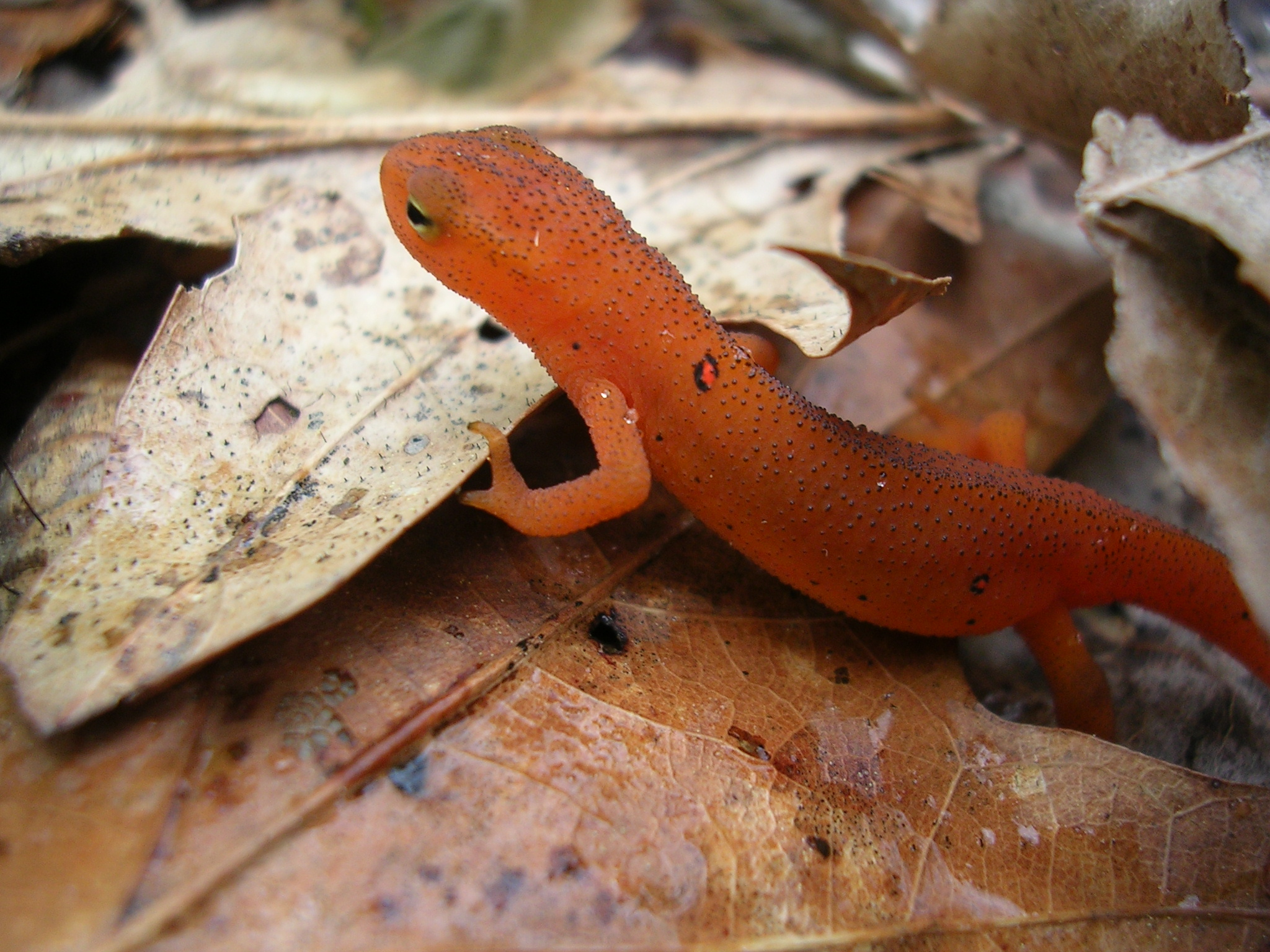
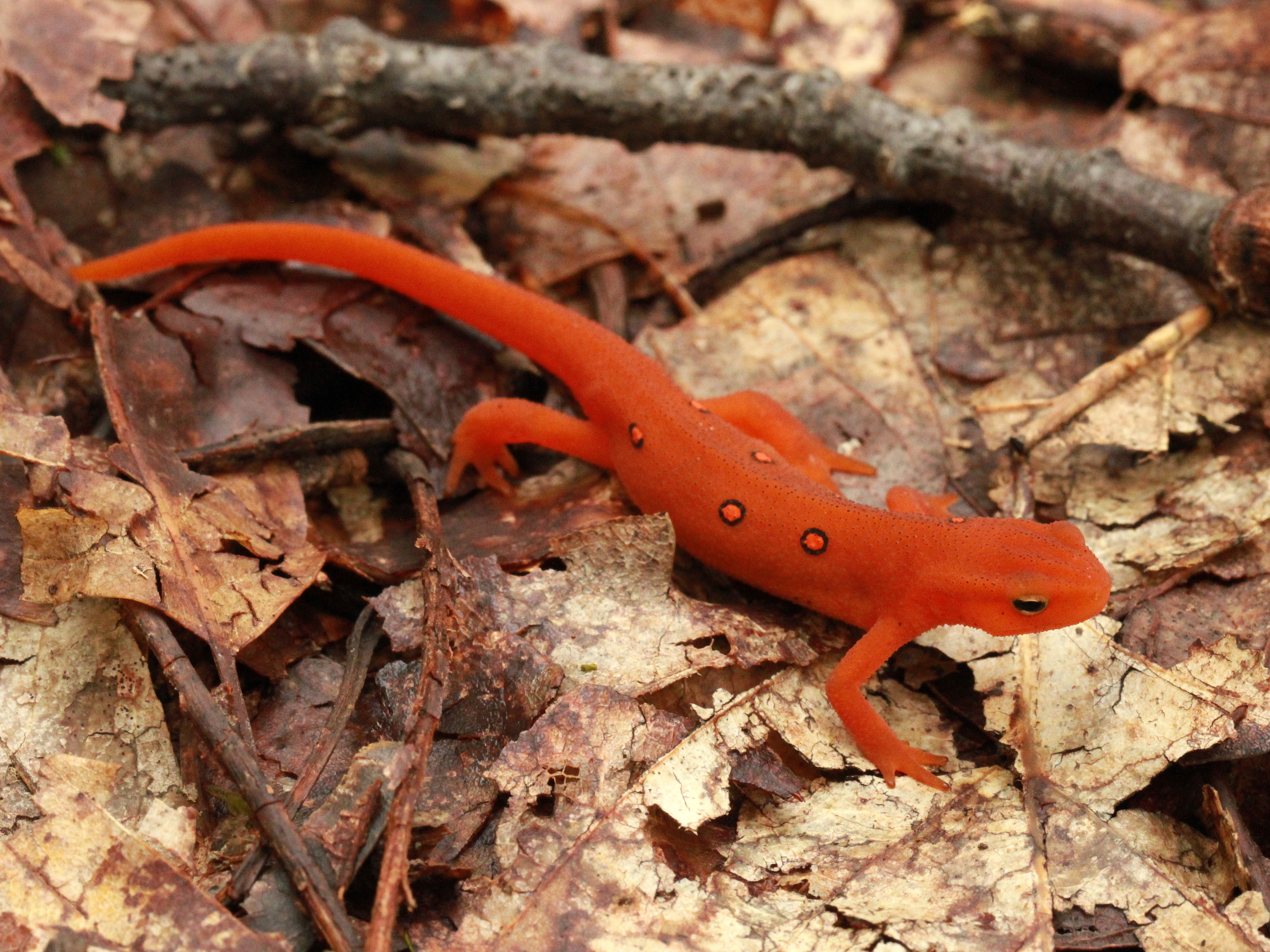
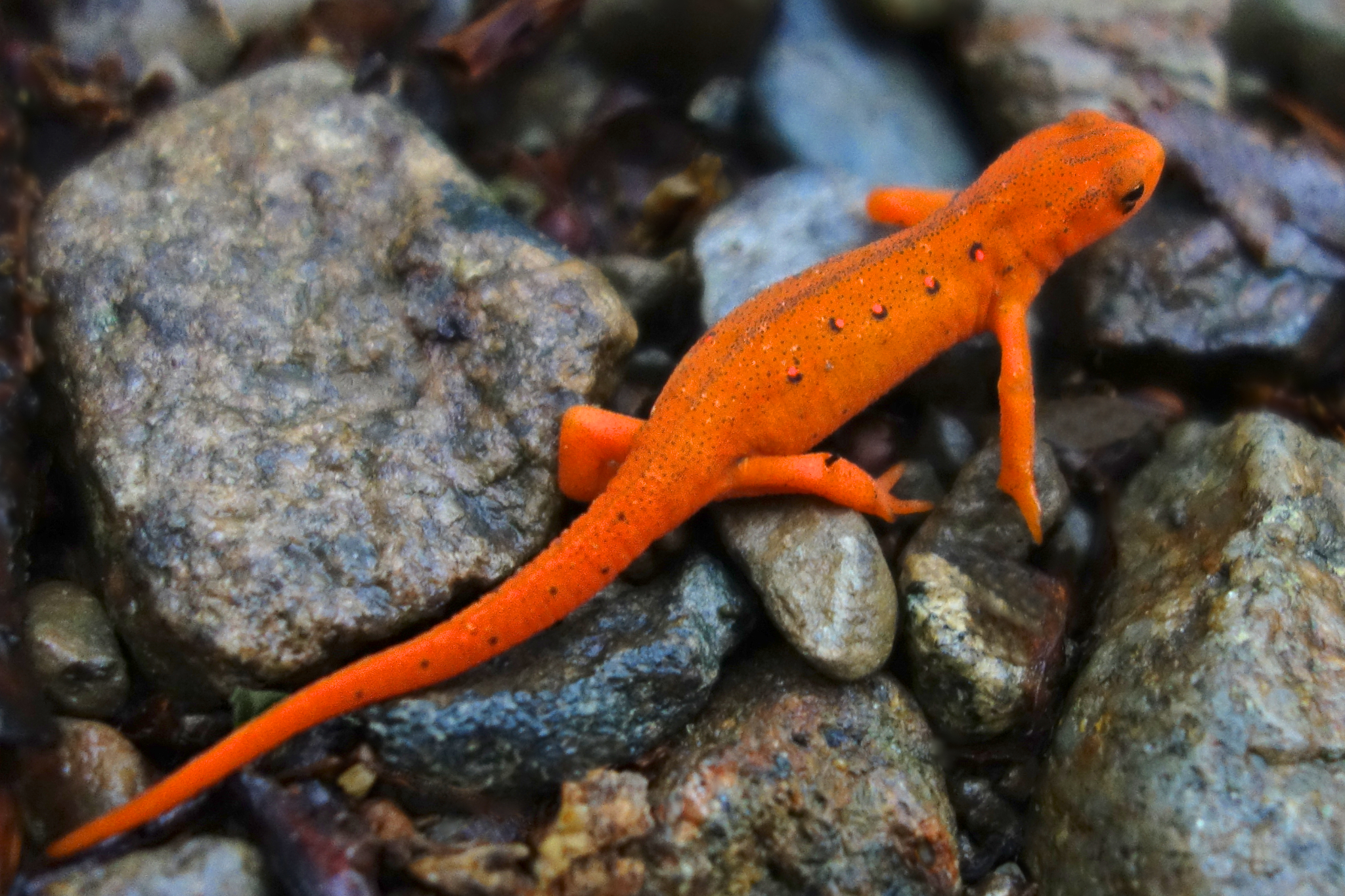